# 马磊磊
马磊磊（1987年3月22日—），已退役的中国足球运动员，生于天津，司职边前卫，惯用左脚。
2008年7月加入天津泰达，开始了中超联赛生涯。2009年亚冠联赛中对阵川崎前锋时攻入2球，是在亚冠进球的最年轻中国球员。其后曾在青岛中能以及梅州客家效力，2016年10月马磊磊正式加盟澳超球队纽卡斯尔喷气机。2020年3月6日，通过本人的微博宣布退役，并表示将专注于经营自己的饭店和燕窝等生意。
Template:2016紐卡素噴射機
1. ↑  刘欣. . 北方网.   [2020-03-20].